# Vodosprema u Veliću
Vodosprema u selu Veliću, Grad Trilj, predstavlja zaštićeno kulturno dobro.

## Opis dobra
Datira iz 20. stoljeća. Vodosprema (lokva-pojilište) u selu Velić, nalazi se neposredno uz južnu stranu državne ceste D-220 na trasi Trilj-Kamensko, na udaljenosti od oko 400m od skretanja prema Gornjem selu. Izgrađena je pravilnim kamenim klesancima od lokalnog kamena, početkom dvadesetog stoljeća, za vrijeme druge austrijske uprave. Elipsastog je tlocrtnog oblika (duža os oko 16m, kraća oko 10m), s pravokutnim crpilištem i dvije manje kamenice sa svake strane. Prema okolnom terenu je ograđena niskim kamenim zidom.

## Zaštita
Pod oznakom Z-7366 zavedena je pod vrstom "nepokretno kulturno dobro - pojedinačno", pravna statusa zaštićena kulturnog dobra, klasificirano kao "javne građevine".